# Pullman Palace Car Company

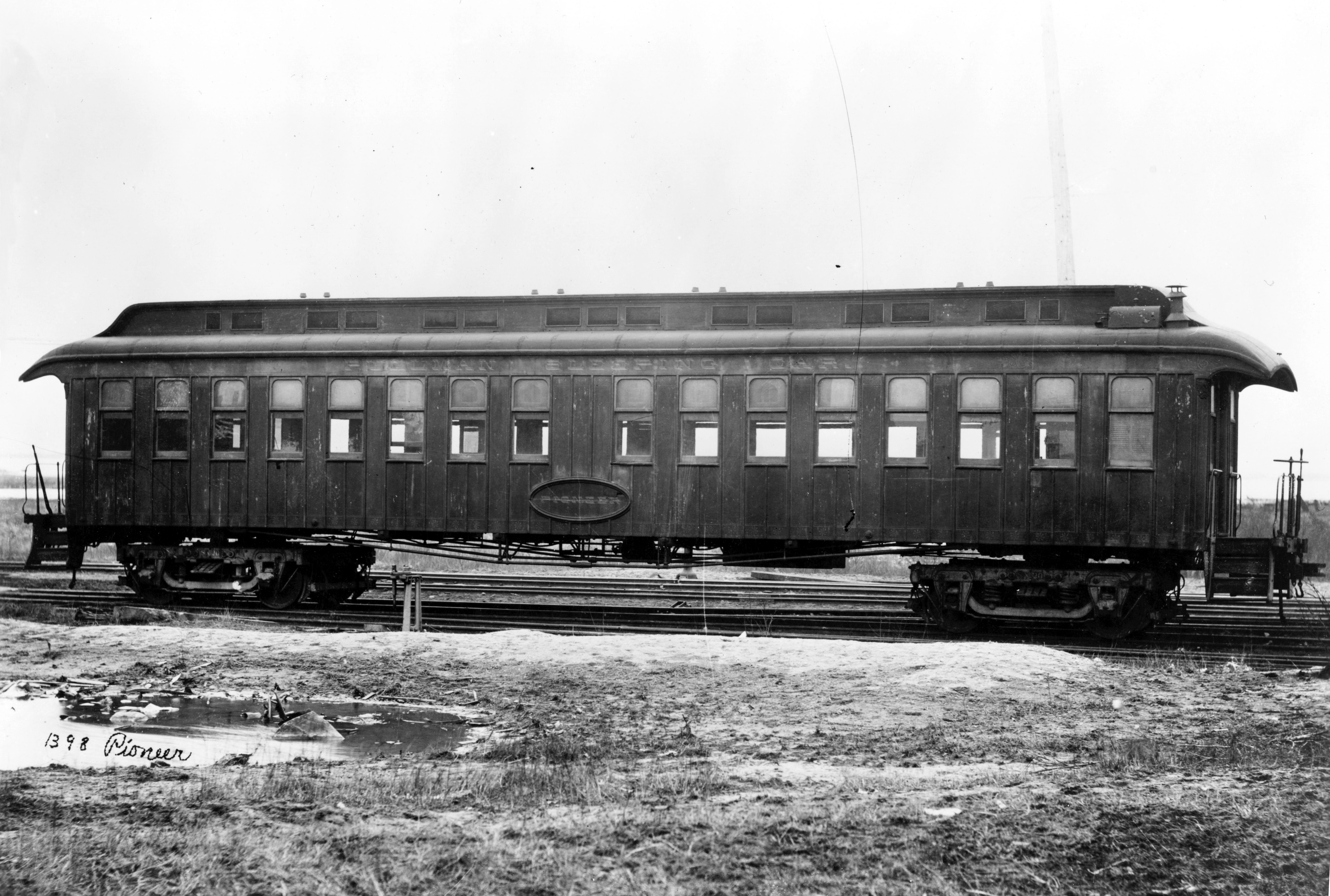
Außenansicht eines Pullmanwagens

Die Pullman Palace Car Company, die von George Mortimer Pullman gegründet wurde, stellte von Mitte bis Ende des 19. Jahrhunderts bis in die ersten Jahrzehnte des 20. Jahrhunderts, also in der Blütezeit des Eisenbahnbaus in den USA, Eisenbahnwagen her. Pullman entwickelte einen Schlafwagen, der bis in die 1980er Jahre seinen Namen trug. Die Gewerkschaft, die mit dieser Firma verbunden war, die Brotherhood of Sleeping Car Porters, war eine der mächtigsten afro-amerikanischen Organisationen des 20. Jahrhunderts.

## Übersicht
Nachdem George Pullman eine Nacht im Reisezug von Buffalo (New York) nach Westfield (New York) verbracht hatte, wobei er versuchte, in seinem Sitz zu schlafen, fühlte er sich zur Konstruktion eines besseren Eisenbahnpersonenwagens inspiriert, der mit Kojen für alle Passagiere ausgestattet war. Tagsüber konnten die oberen Kojen nach oben geklappt werden, wie dies heute mit den Gepäckfächern in einem modernen Flugzeug geschieht. In der Nacht wurden die oberen Kojen aufgeklappt und die beiden gegenüberliegenden Sitze darunter konnten so geklappt werden, dass sie ebenfalls eine relativ komfortable Schlafkoje bildeten. Heute würde diese Ausstattung als eher spartanisch beurteilt, stellte damals aber eine wesentliche Verbesserung gegenüber früheren Konstruktionen dar. Vorhänge schafften etwas Privatsphäre und an beiden Enden des Wagens gab es Waschräume für Frauen und Männer.
Pullman gründete 1862 eine erste Firma und baute Luxusschlafwagen, die mit Teppichen, Vorhängen, gepolsterten Sitzen, Bibliotheken und Kartentischen sowie weiteren, dem Kundenservice dienenden Einrichtungen ausgestattet waren. Pullman wurde durch seinen hohen Marktanteil zum Gattungsnamen. Ferner wurde das Unternehmen durch den Pullman-Streik bekannt, der 1894 von seinen Arbeitern und Gewerkschaftsführern initiiert wurde: In der wirtschaftlichen Depression reduzierte Pullman Arbeitsstunden und Löhne, nicht aber die Mieten seiner Wohnhäuser, in denen die Arbeiter lebten. Dies führte zum Streik. Die Arbeiter schlossen sich der American Railway Union an, die von Eugene V. Debs geführt wurde.

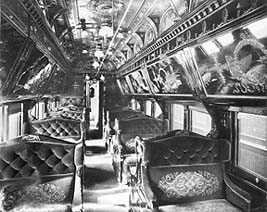
Innenansicht eines Pullman-Wagens
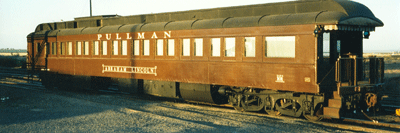
Pullman-Wagen (1910), der als Business Car N. 101 der Denver and Rio Grande Western Railroad diente und nun unter dem Namen Abraham Lincoln restauriert wurde
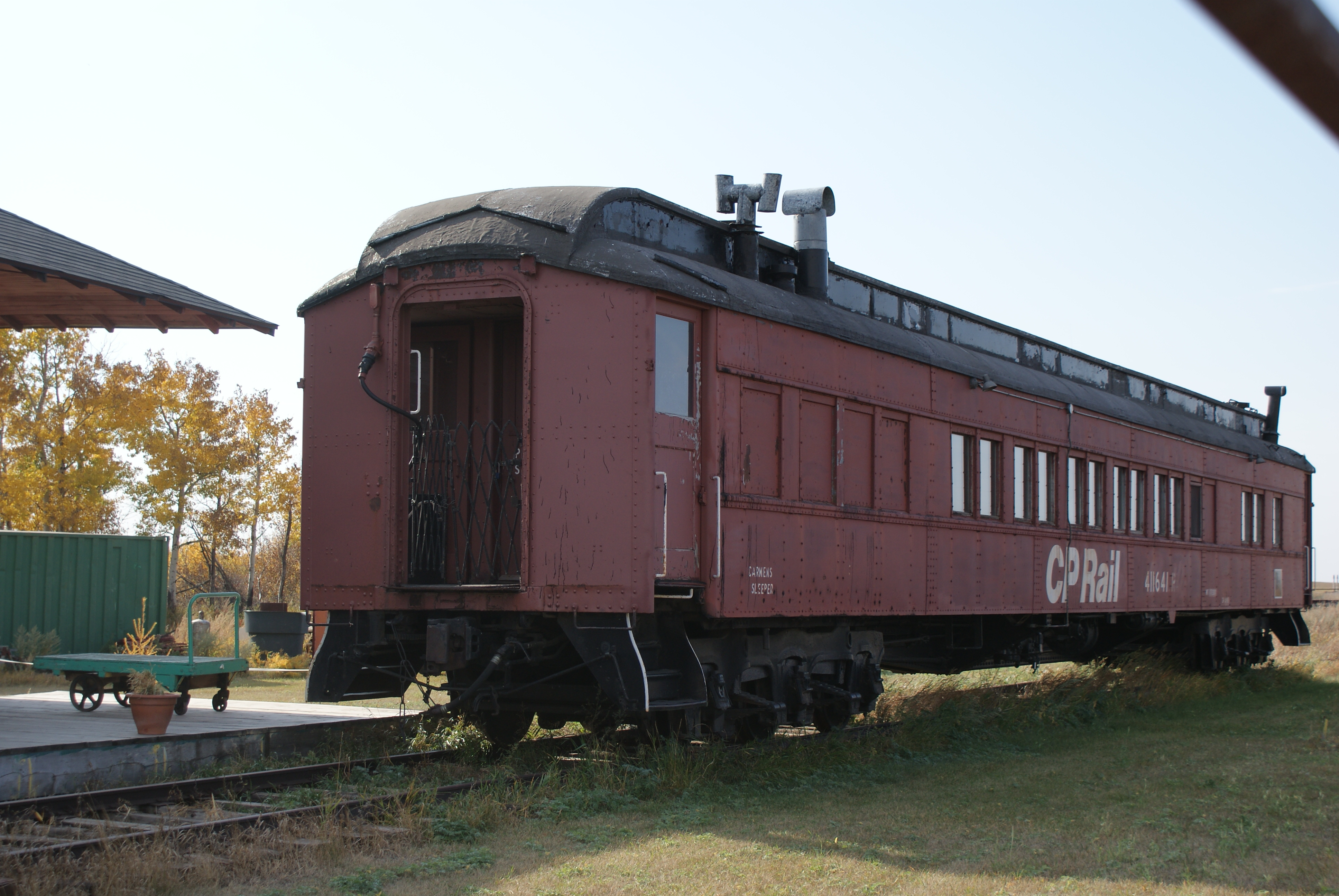
Pullman-Wagen im Saskatchewan Railway Museum
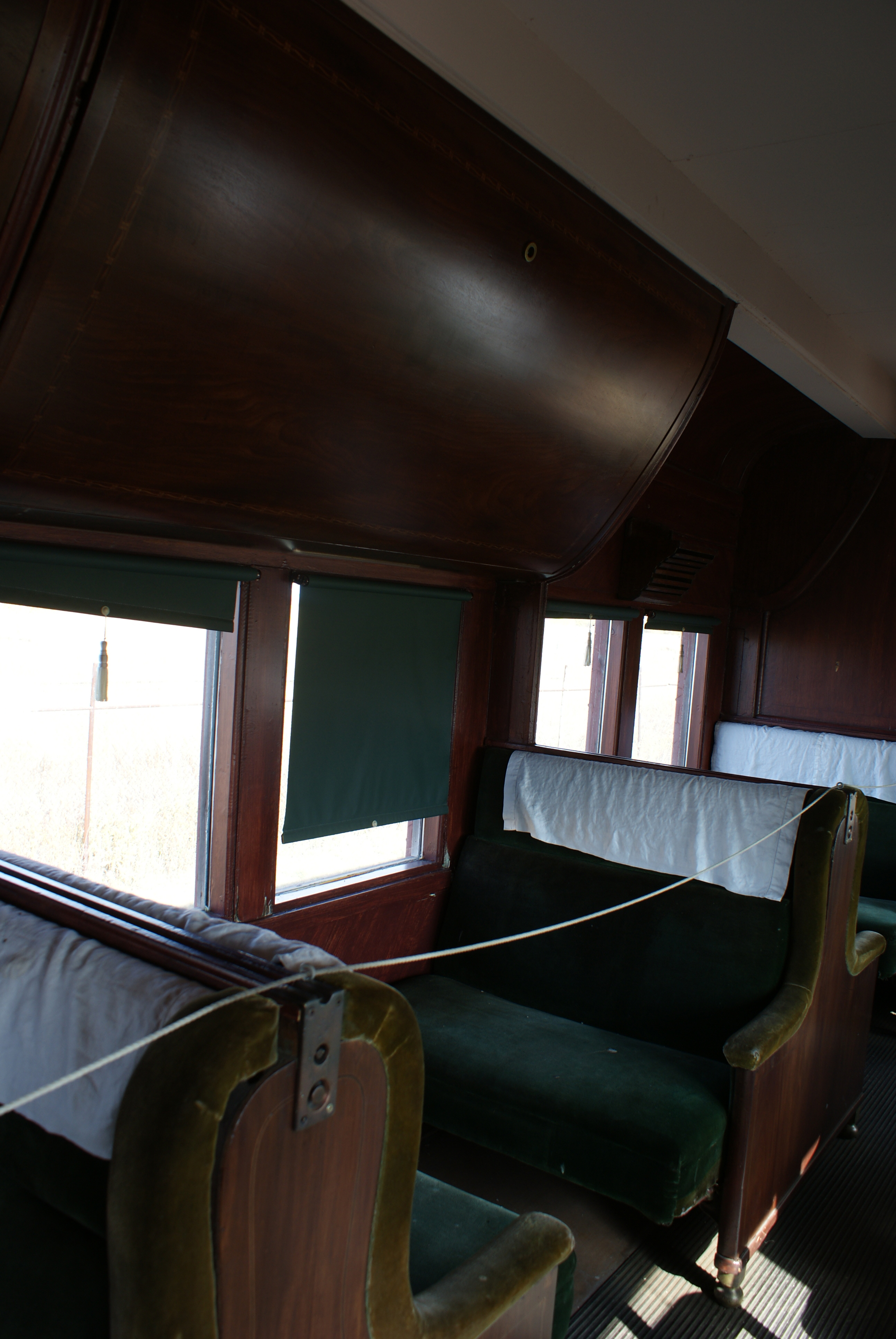
Untere und obere Schlafkoje

Nach dem Tod von George Pullman im Jahr 1897 wurde Robert Todd Lincoln, der Sohn von Abraham Lincoln, Präsident der Gesellschaft. Die Firma schloss ihre Fabrik in der Nähe von Pullman (Chicago) 1955.
1930, mitten in der Weltwirtschaftskrise, kaufte die Pullman Inc. die Standard Steel Car Company (SSC). Die neue Firma erhielt den Namen Pullman-Standard Car Manufacturing Company. Diese stellte die Fertigung nach dem Bau des „Amtrak Superliner“s 1982 ein. Pullman Technology Inc. wurde mit den Rechten an ihren Konstruktionen und Entwicklungen 1987 von Bombardier übernommen.

## Firmengeschichte

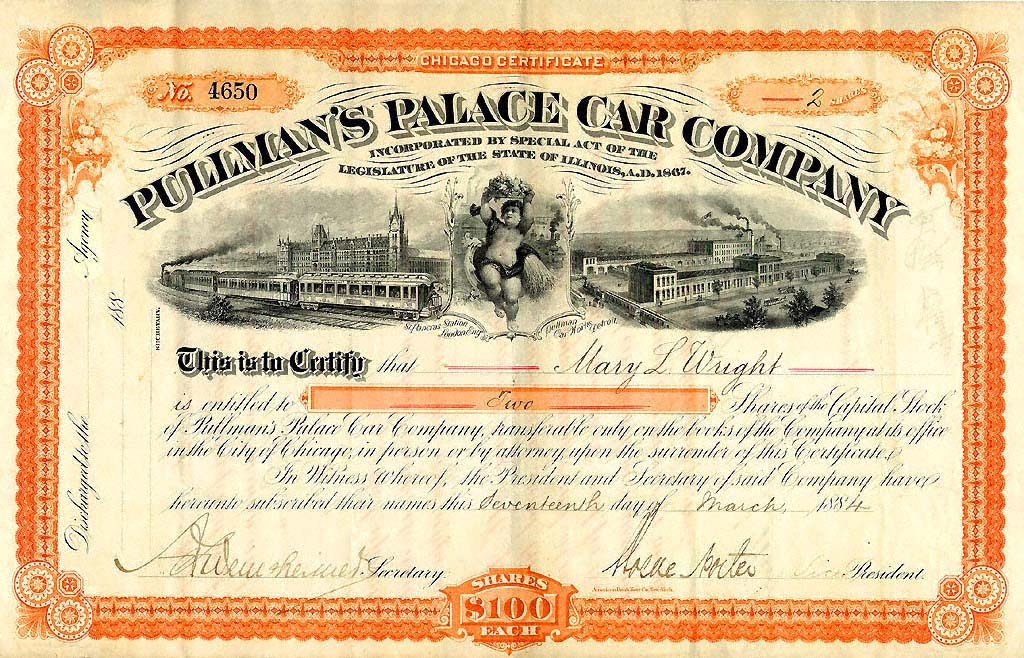
Aktie der Pullman Palace Car Company (1884)

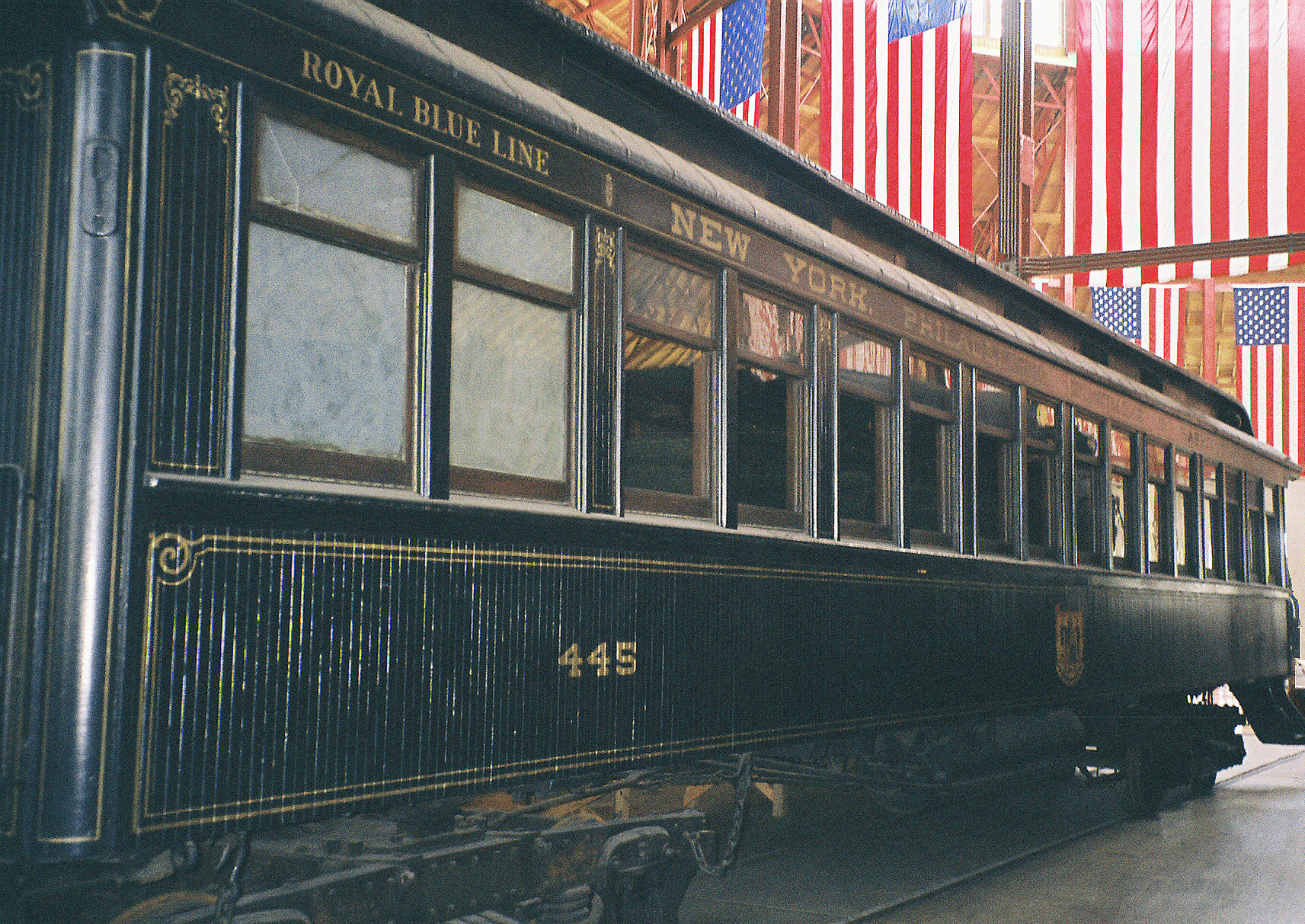
1890 von Pullman für die B&O Royal Blue gebauter Eisenbahnwagen, der heute im B&O Railroad Museum in Baltimore (Maryland) ausgestellt ist

Die ursprüngliche Pullman Palace Car Company wurde am 22. Februar 1867 gegründet.
Am 1. Januar 1900 benannte sich die Gesellschaft nach dem Kauf verschiedener kooperierender und konkurrierender Unternehmen in The Pullman Company um, die durch den Werbeslogan „Too much Chatter“ charakterisiert wurde.
1924 wurde aus der früheren Fertigungsabteilung die Pullman Car & Manufacturing Co. gegründet, um den Eisenbahnwagenbau der Pullman Company zu konsolidieren; die Muttergesellschaft Pullman Company, die ihre Geschäftsräume in Denver (Colorado) hatte, firmierte am 21. Juni 1927 in Pullman, Inc. um.
Die erfolgreichsten Jahre hatte Pullman Mitte der 1920er Jahre. 1925 wuchs die Firmenflotte auf 9800 Wagen. 28.000 Schaffner und 12.000 Diener für die Fahrgäste waren bei der Pullman Company angestellt.
1930 fusionierte die Pullman Car & Manufacturing Co. mit der Standard Steel Car Co. zur Pullman-Standard Car Manufacturing Company und setzte den Bau von Eisenbahnwagen und Trolleybussen bis 1982 fort. Die Standard Steel Car Company war am 2. Januar 1902 gegründet worden und betrieb Waggonbau in Fabriken in Butler (Pennsylvania) und Hammond (Indiana), ehe sie am 1. März 1930 zur Tochtergesellschaft von Pullman wurde. Die seit 1912 der Standard Steel Car gehörende Middletown Car Company wurde ebenfalls in die neue Gesellschaft integriert. Im gleichen Jahr wurde auch die Osgood Bradley Car Company aufgekauft.
Im Februar 1931 baute Pullman den letzten schweren Standard-Schlafwagen. 
1940, als gerade die Bestellungen für leichte Eisenbahnwagen zunahmen und der Schlafwagenverkehr wuchs, eröffnete das Justizministerium der Vereinigten Staaten beim U.S. District Court in Philadelphia eine Untersuchung gegen Pullman, Inc. wegen mangelnden Wettbewerbes (Verfahren Nr. 994). Die Regierung wollte den Betrieb der Schlafwagen vom Waggonbau trennen. 1944 entschied das Gericht, dass die Pullman, Inc. sich entweder von der Pullman Company (Schlafwagenbetrieb) oder von der Pullman-Standard Car Manufacturing Company (Waggonbau) trennen müsse. Nach dreijährigen Verhandlungen wurde die Pullman Company an ein Konsortium von 57 Eisenbahngesellschaften für ca. 40 Mio. US-Dollar verkauft.
Nach dieser Auftrennung im Jahr 1944 blieb die Pullman Inc. als Muttergesellschaft mit folgenden Tochterunternehmen erhalten:
- Pullman Company – für den Betrieb von Eisenbahnwagen (aber nicht als Besitzer der Eisenbahnwagen, diese gingen an die 57 Eisenbahngesellschaften) – und
- Pullman-Standard Car Manufacturing Co. – für den Bau von Eisenbahn-Personen- und -Güterwagen.

Daneben betrieb die Pullman, Inc. selbst das Verleasen von Eisenbahngüterwagen in großem Umfang.

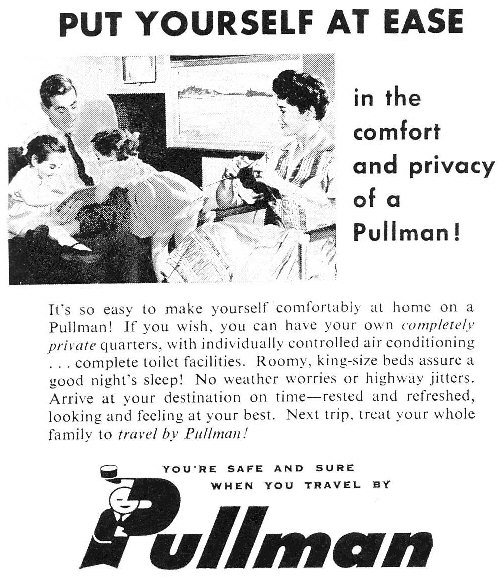
Pullman-Werbung in einem Fahrplan der Seaboard Railroad 1962

Zeichnung des Trolleybusses Pullman Standard Model 800 (1947), der heute noch beim Oberleitungsbus Valparaíso in Chile im Einsatz ist

Pullman-Standard baute die letzten leichten Personenwaggons im April 1956; der letzte Auftrag war Los-Nr. 6959 für die Union Pacific Railroad. Die Gesellschaft baute weiterhin Wagen für Nahverkehrs- und Untergrundbahnen sowie bis Anfang der 1980er Jahre Superliner für Amtrak.
Anfang 1974 lieferte Pullman-Standard 750 Stück 22,86-m-lange U-Bahn-Wagen in Edelstahl an die New York City Transit Authority. Als „R46“ waren diese Wagen zusammen mit den bei der St. Louis Car Company gebauten „R44“ für Geschwindigkeiten bis 113 km/h vorgesehen, wie sie in der neuen U-Bahn-Linie unter der Second Avenue in Manhattan gefahren werden sollten. Nach dem Bauaufschub dieser Linie gab die New Yorker Verkehrsgesellschaft diese Wagen auch für andere Linien frei. Pullman baute auch U-Bahn-Wagen für die Massachusetts Bay Transportation Authority, die sie auf der Red Line einsetzt. Durch die Pullman, Inc. wurde die Pullman-Standard 1981/1982 in Pullman Technology, Inc. umfirmiert. Wichtigstes Gut waren die Konstruktionszeichnungen. Unter den Handelsnamen Transit America vermarktete Pullman Technology die Konstruktion des Comet-Wagens für den Nahverkehr (der erstmals 1970 für das New Jersey Department of Transportation gebaut worden war) bis 1987, als Bombardier Pullman Technology wegen deren Konstruktionen und Patenten aufkaufte. Bis 2004 blieb Pullman Technology eine selbstständige Tochtergesellschaft von Bombardier.
Der Betrieb der Schlafwagen der Pullman Company wurde eingestellt und alle Leasing-Verträge endeten am 31. Dezember 1968. Am 1. Januar 1969 wurde die Pullman Company aufgelöst und das Firmeneigentum veräußert. Äußeres Zeichen dieser Veränderung war bei den meisten Eisenbahngesellschaften, so insbesondere bei der Union Pacific Railroad, das Entfernen des Namens Pullman von allen vorher der Pullman Company gehörenden Wagen. Alle noch bei Pullman verbliebenen Güter wurden Anfang 1970 in der Nähe des früheren Pullman-Werkes in Chicago versteigert.
Es verblieb zunächst die Pullman, Inc., die sich ab 1981 aufspaltete: Im April 1981 trennte sie ihre umfangreichen Leasing-Aktivitäten für Güterwagen als Pullman Leasing Company ab. Dieses Unternehmen wurde ein Teil von ITEL Leasing, wobei sie ihre Identifikation PLCX behielt. ITEL Leasing wurde später zu GE Leasing.
Mitte 1981 trennte sie ihre Güterwagen-Fertigung als Pullman Transportation Company ab. Verschiedene Werke wurden 1984 geschlossen. Die verbliebenen Fertigungsstätten sowie die Konstruktionen und Patente von Pullman-Standard, soweit sie Güterwagen betrafen, wurden an Trinity Industries verkauft.
Nachdem sich die Pullman, Inc. vom Waggonbau getrennt hatte, blieb sie ein Multikonzern, der weitere Fusionen durchlief und Firmenkäufe vornahm, bis sie ein Tochterunternehmen der Wheelabrator-Frye, Inc. wurde. Diese wiederum fusionierte im Januar 1982 mit M. W. Kellogg, einem Hersteller großer Fabrikschlote, Silos und Kamine. Die Wheelabrator-Frye-Group behielt sowohl Pullman als auch Kellogg als rechtlich selbstständige Tochterunternehmen. 1990 wurde die gesamte Gruppe an Waste Management verkauft. Die Geschäftsbereiche von Pullman und Kellogg wurden von Waste Management als Pullman Power Products Corporation abgetrennt und Ende 2004 hieß diese Gesellschaft Pullman Power LLC und war ein Tochterunternehmen von Structural Group, einem Spezialbauunternehmen.
Nach der Abtrennung der letzten Kellogg-Geschäftsbereiche von Pullman-Kellogg, dem Verkauf aller Eisenbahnwagenfertigungsstätten und der förmlichen Auflösung der alten Pullman Company (der Schlafwagenbetriebsgesellschaft, die aus der Aufteilung 1944 hervorgegangen war) trennte die Waste Management, Inc. die verbleibenden Pullman-Geschäftsbereiche im Mai 1985 als neue Pullman Company ab. Im November 1985 kaufte Pullman Peabody International und nannte die neue Gesellschaft Pullman Peabody. Im April 1987 – nach dem Verkauf von Pullman Technology an Bombardier – nahm man wieder den Namen Pullman Company an. Diese Firma fusionierte im September 1987 mit Clevite Industries. 1996 war die Pullman Company mit ihrer Tochter Clevite fast der alleinige Hersteller von Elastomer-Teilen für die Automobilindustrie. Im Juni 1996 wurde die Firma an Tenneco verkauft. Bis 2004 stellte die Pullman Company als Tochter von Tenneco Automotive Elastomer-Teile her.

## Firmensiedlung

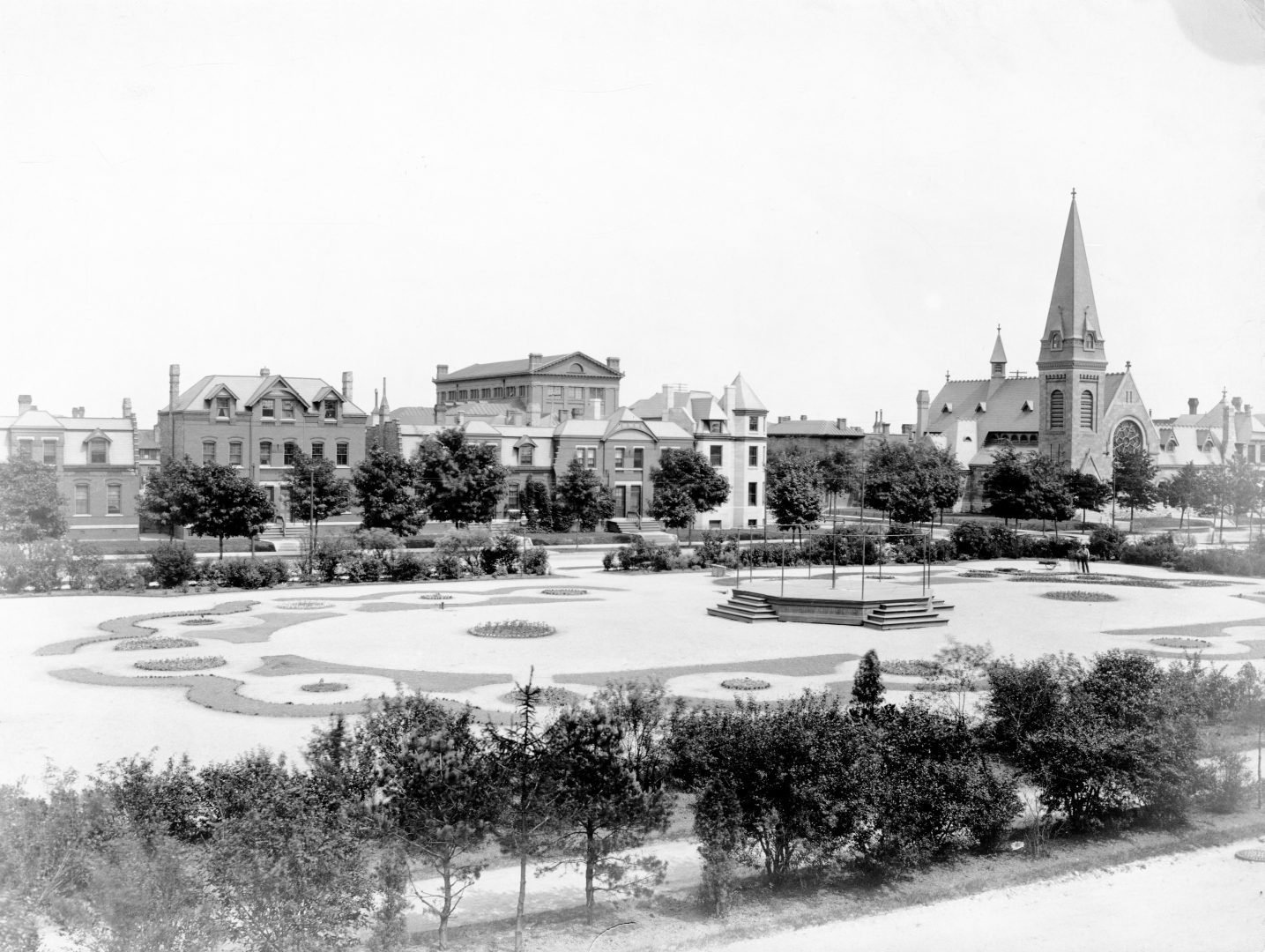
Pullman (Illinois)

1880 baute die Gesellschaft auf 16 km² Land 23 km südlich von Chicago eine Arbeitersiedlung namens Pullman auf. Die Stadt, die in ihrer Gesamtheit der Firma gehörte, bestand aus Wohnhäusern, Markthallen, einer Bibliothek, Kirchen und Freizeiteinrichtungen für etwa 6000 Firmenangehörige und eine ebenso große Zahl von Angehörigen. Die Angestellten mussten in Pullman wohnen, obwohl sich in angrenzenden Gemeinden oft billigerer Wohnraum fand. Ein Angestellter soll gesagt haben: „Wir werden in einem Pullman-Haus geboren, unser Essen kommt aus Pullman-Geschäften, wir werden in Pullman-Schulen unterrichtet, wir beten in Pullman-Kirchen und, wenn wir sterben, dann fahren wir zur Pullman-Hölle!“ Alkoholische Getränke waren in der Stadt verboten, da George Pullman den Alkoholgenuss für eine widerliche Angewohnheit der Arbeiter hielt. Im firmeneigenen Hotel Florence gab es zwar Alkohol, aber nur für die Hotelgäste. Für Arbeiter war das Hotel zu teuer.
1898 ordnete das Oberste Gericht des Staates Illinois an, dass die Firma die Stadt verkaufen müsse. Sie wurde daraufhin nach Chicago eingemeindet. Die umgebenden Gemeinden, die zuvor mit Pullman das Hyde Park Township gebildet hatten, waren schon 1889 eingemeindet worden. Seit Ende 2022 ist Pullman ein National Historical Park und die originalgetreue Restaurierung der Häuser wird gefördert.

## Andere Firmeneinrichtungen
Die Pullman Company betrieb viele Einrichtungen in anderen Teilen der USA. Eine davon waren die Pullman-Werkstätten in Richmond (Kalifornien), die an die Hauptlinien der Southern Pacific Transportation und der Atchison, Topeka and Santa Fe Railway angeschlossen waren. Dort wurden Eisenbahnwaggons aus dem gesamten Westen der USA gewartet und repariert. Das Hauptgebäude der Werkstätten wie auch die Durchfahrt existieren noch heute; sie liegen in der Pullman Avenue.

## Diener für die Fahrgäste

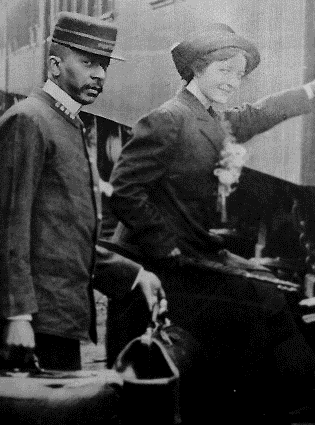
Ein Fahrgast-Diener von Pullman

Die Pullman Company war auch für ihre Fahrgast-Diener bekannt. Für diese Aufgabe stellte die Gesellschaft Afro-Amerikaner an. Zwar war dies in vieler Hinsicht ein Hilfsarbeiterjob, war aber besser bezahlt und bot mehr Sicherheit als die meisten anderen Berufe, die Afro-Amerikanern zu dieser Zeit offenstanden. Zusätzlich eröffnete er die Möglichkeit, zu reisen, und war in der afro-amerikanischen Gemeinde damals sehr begehrt. Pullman-Diener waren in der Brotherhood of Sleeping Car Porters unter Asa Philip Randolph organisiert. Viele Pullman-Angestellte wurden von den Reisenden ungeachtet ihres wirklichen Namens als „George“ angesprochen. Diese Tradition, die weithin als rassistisch empfunden wird, hatte ihren Ursprung im Namen des Firmengründers George Pullman. Um diese Praxis zu bekämpfen, wurde von diversen Schaffnern die Society for the Prevention of Calling Sleeping Car Porters „George“ gegründet. Damals war die Pullman Company der größte Arbeitgeber der USA für Afro-Amerikaner.

## Produkte
- Presidents’ Committee Conference Streetcar, „A“ Series
- Chicago Transit Authority 5001–5002 PCC-Schnellzugwagen (1947); außer Dienst gestellt 1985
- Chicago Transit Authority 2001–2180 Schnellzugwagen (1964); außer Dienst gestellt 1993
- MBTA Red Line 01500/01600 Wagen (1969–70)
- NJ Transit Comet I commuter cars (1970)
- New York City Transit R6 (1936), R7 (1937), R7A (1938), R46 (1975–1978)
- Amtrak Superliner (1978–1981)